# Ras Nas
Ras Nas, de son nom civil Nasibu Mwanukuzi (né le 5 mai 1958 en Tanzanie), est un musicien norvégien.

## Biographie
Nasibu Mwanukuzi quitte la Tanzanie en 1985 et travaille depuis comme artiste en Norvège. En 1985, il est l'un des initiateurs d'Umoja Culture, qui se compose alors de membres originaires de Tanzanie et de la Sierra Leone. Le groupe reste actif jusqu'au début des années 1990. Umoja Culture mélange la musique, la poésie et la danse traditionnelles africaines. Le groupe se produit dans des écoles et des festivals et publie la cassette Umoja Culture. À la fin des années 1980, Mwanukuzi travaille comme professeur de musique au Musée international d'art pour enfants d'Oslo. En 1989, il publie son premier recueil de poèmes, Double Focus,.
En 1991, Mwanukuzi forme un groupe sous le nom de scène Ras Nas. Le répertoire se base sur des compositions originales dans des genres tels que le reggae, le soukous, la rumba et d'autres musiques populaires africaines. Un élément important du style musical de Ras Nas est constitué par les paroles de Mwanukuzi, qui sont profondément enracinées dans les traditions de la poésie africaine, ainsi que dans des formes plus modernes telles que la poésie dub. Ras Nas sort son premier album Cut You Loose en 1997, et contribue à la sortie des albums Reggae Ambassadors Worldwide en 2000 et Bob Marley in Norwegian en 2001.
En 2008, Ras Nas publie l'album Dar-es-Salaam sous le label discographique indépendant Kongoi Productions. Le CD, qui contient des textes écrits par lui-même, est bien accueilli par les médias nationaux et internationaux. Eirik Kydland écrit dans Dagsavisen : « Un disque qui affirme la vie, captivant et pourtant complexe de notre propre héros de l'afropop » et donne au CD la note de cinq. Pour cet album, Ras Nas collabore avec le guitariste de blues Knut Reiersrud, le bassiste Keppy Kiombile et le guitariste Norman Bikaka de Tanzanie, ainsi qu'avec le batteur Uriel Seri de Côte d'Ivoire. 

## Discographie
- 1997 : Cut You Loose (Kongoi Productions)
- 1999 : CombiNations (Etnisk Musikk)
- 2000 : RAW 2000 (Reggae Ambassadors Worldwide)
- 2001 : Bob Marley på Norsk (Tylden&Co)
- 2008 : Dar-es-Salaam (Kongoi Productions)
- 2010 : Double Focus (Kongoi Productions)

## Festivals
- Mela Festival, août 2005, 2006, 2007.
- Oslo International World Music Festival, Norvège, novembre 2008
- Tournée norvégienne, octobre 2009[4].
- Galle International Music Festival, Sri Lanka, décembre 2009.
- Spring Festival 2010, Le Caire et Beyrouth, mai 2010.